# Reichsgau

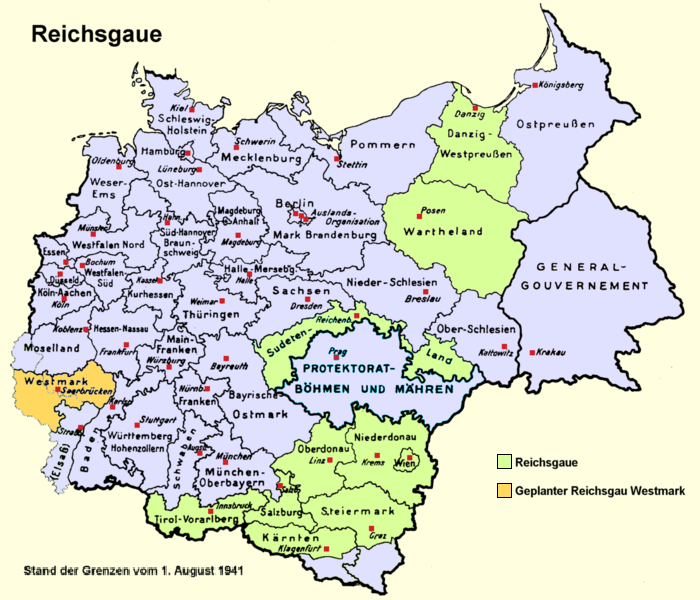
Reichsgau i ljusgrönt och orange 1941.

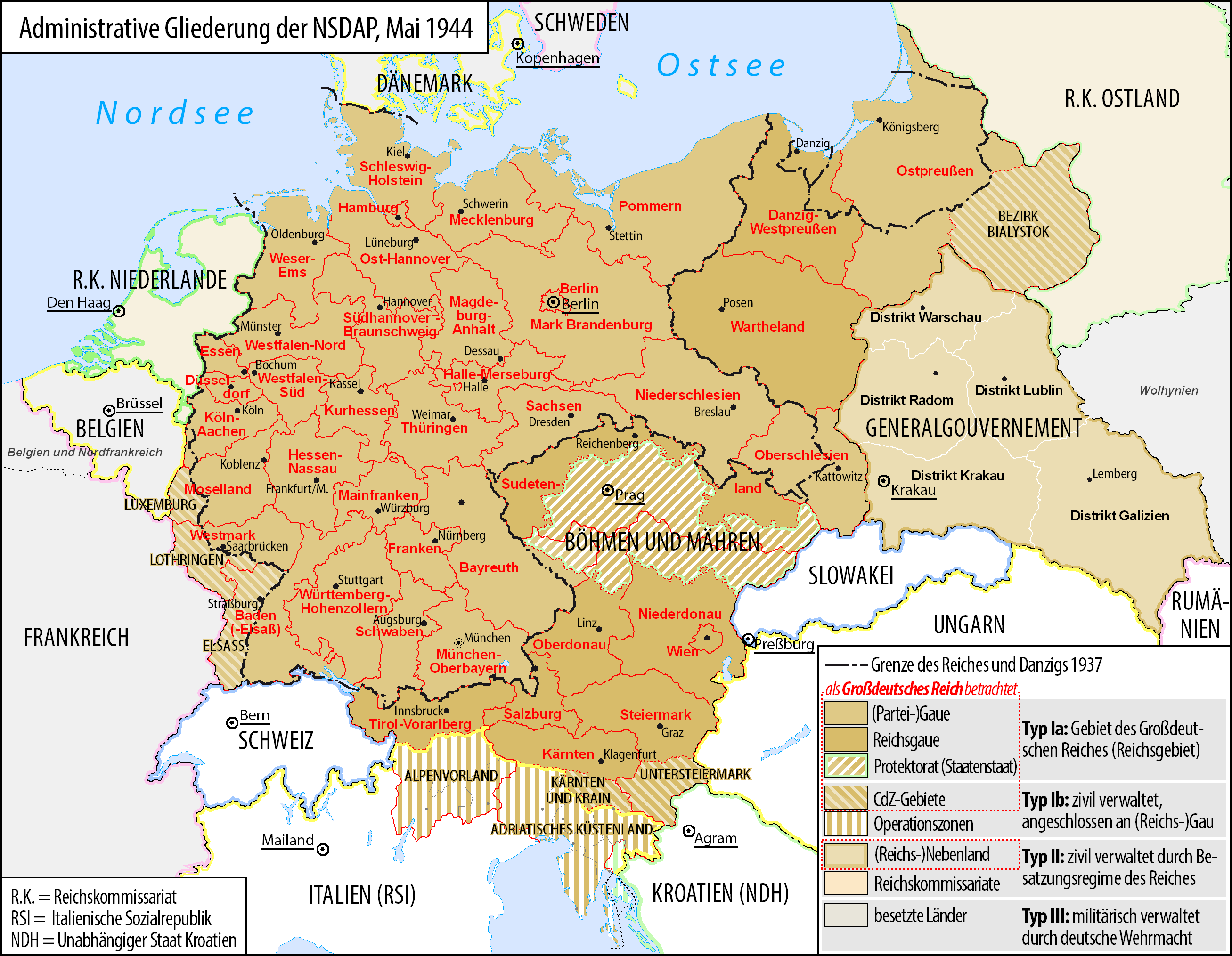
Reichsgau i mörkbrunt, partigau i ljusbrunt 1944.

Reichsgau var administrativa områden i Nazityskland vilka skapades i de områden som införlivades med Tyska riket från 1938. Det får inte förväxlas med Parteigau som var organisationskretsar för Nazistpartiet. Ett Reichsgau leddes av en riksståthållare. Det fanns 12 Reichsgau och 43 Parteigau.